# Culture gallo-romaine

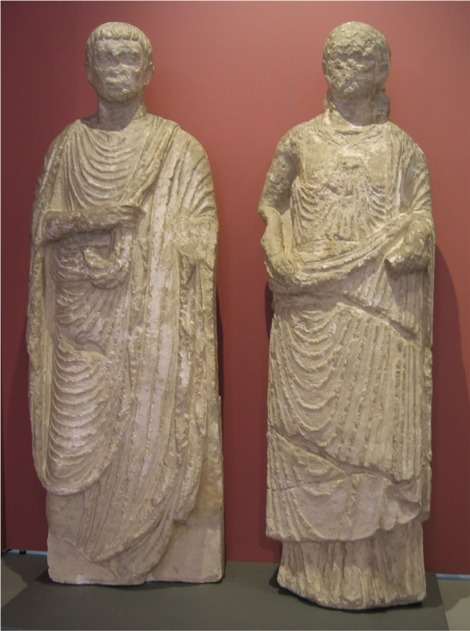
Figures en ronde-bosse gallo-romaines trouvées à Ingelheim am Rhein.

La culture gallo-romaine est la culture romanisée de la Gaule sous la domination de l'Empire romain. Elle est caractérisée par l'adoption ou l'adaptation gauloise de la morale et du mode de vie romain dans un contexte typiquement gaulois. La fusion des cultures, bien étudiée en Gaule, donne aux historiens un modèle permettant de comparer et de différencier les développements parallèles de la romanisation dans d'autres provinces romaines moins étudiées.
L'Interpretatio romana a offert des noms romains aux divinités gauloises, telles que le dieu-forgeron Gobannos (Gobannus). Mais des divinités celtiques, seule la protectrice des chevaux Épona pénétra dans les cultures romanisées au-delà des confins de la Gaule.
Au début du ve siècle, les invasions barbares (grandes migrations) ont imposé à la culture gallo-romaine des changements fondamentaux dans la politique, le fondement économique et l'organisation militaire. Le traité gothique de 418 offrit une double loyauté, l'autorité romaine occidentale se désintégrant à Rome. La situation critique de la classe dirigeante hautement romanisée est examinée par Ralph Whitney Mathisen, et les luttes de l'évêque Hilaire d'Arles par Michael Heinzelmann.
Au viie siècle, la culture gallo-romaine persisterait particulièrement dans les régions de Gaule narbonnaise, qui se développèrent en Occitanie, en Gaule cisalpine et dans une moindre mesure en Gaule aquitaine. Le nord autrefois romanisé de la Gaule, une fois occupé par les Francs, se développera dans la culture mérovingienne. La vie romaine, centrée sur les événements publics et les responsabilités culturelles de la vie urbaine dans la res publica et la vie parfois luxueuse du système de villas rurales autosuffisantes, prit plus de temps à s'effondrer dans les régions gallo-romaines où les Wisigoths ont largement hérité du statu quo en 418. La langue gallo-romane a persisté au nord-est dans la forêt charbonnière (Silva Carbonaria), qui formait une barrière culturelle efficace avec les Francs au nord et à l'est, et au nord-ouest jusqu'à la basse vallée de la Loire, où la culture gallo-romaine interférait avec la culture franque. C'était le cas dans une ville comme Tours et en la personne de Grégoire de Tours, évêque gallo-romain face à la famille royale mérovingienne. Basé sur l'intelligibilité mutuelle, David Dalby compte sept langues issues du gallo-roman : le gallo-wallon, le français, le francoprovençal (arpitan), le romanche, le ladin, le frioulan et le lombard. Cependant, d'autres définitions sont beaucoup plus larges, englobant diversement les langues rhéto-romanes, les langues occitano-romanes et les langues gallo-italiques.

## Contexte
Comme tous les peuples celtes, les Gaulois sont les héritiers culturels de la culture de Hallstatt. Ils partagent avec les autres peuples celtes des pratiques rituelles et certaines techniques artisanales. Ils forment avec eux une famille linguistique au sein de laquelle il y a peu d'intercompréhension.
On ne peut pas véritablement parler de peuple gaulois, si ce n'est au pluriel ; en effet, à l'époque de la conquête romaine, la Gaule n'est en aucune manière une entité politique unifiée. Elle est constituée d'une nébuleuse de peuples celtes parlant des dialectes proches. Ces clans nombreux et rivaux sont très souvent en conflit ; les Gaulois n'ont d'ailleurs aucun chef attitré avant que la guerre des Gaules, lancée par César, ne vienne cristalliser leur opposition à l'envahisseur romain.
Leur manque d'identité collective forte contribue d'ailleurs à leur défaite à Alésia. Cependant, on sait que malgré leur manque d'unité, les Gaulois étaient conscients de vivre ensemble dans un espace commun. C'est sûrement ce qui peut expliquer l'accession au pouvoir de Vercingétorix.
Les Gaulois ont longtemps été représentés comme des barbares. Cette vision archaïque est due essentiellement à l'absence d'écrits gaulois et à la campagne de César (Commentaires sur la guerre des Gaules) qui voulait glorifier et amplifier sa victoire.
Grâce à la recherche archéologique, cette civilisation très complexe dévoile aujourd'hui de nombreux secrets. Loin de cette vision réductrice d'un peuple ripailleur et inorganisé, les Gaulois furent d'excellents agriculteurs et artisans. Du marnage à la moissonneuse, en passant par le tonneau et la force, les Gaulois sont les inventeurs de très nombreux outils, que le monde rural continuera à utiliser jusqu'à la veille de la Seconde Guerre mondiale. Excellents métallurgistes, ils travaillent parfaitement le fer, le bronze et l'or et sont capables d'une extrême minutie. La découverte de l'étamage est attribuée aux Gaulois Bituriges.
Leur système politique, longtemps considéré comme tribal et primaire, était en fait hiérarchisé. Les femmes avaient au sein du groupe autant de pouvoir et de possibilités que les hommes. Chacun devait gagner sa place auprès du chef ou de l'autorité en place.
Druides, vates et bardes avaient des fonctions très spécifiques du point de vue scientifique, culturel et éducatif.
Enfin, ce peuple passé maître dans l'artisanat et la production agricole était aussi un grand peuple guerrier, dont les armes n'avaient rien à envier à celles des Romains. Leurs techniques d'attaque étaient elles aussi très organisées, comme la trimarcisia ou l'utilisation de chars et d'épées longues pour des batailles de cavalerie.

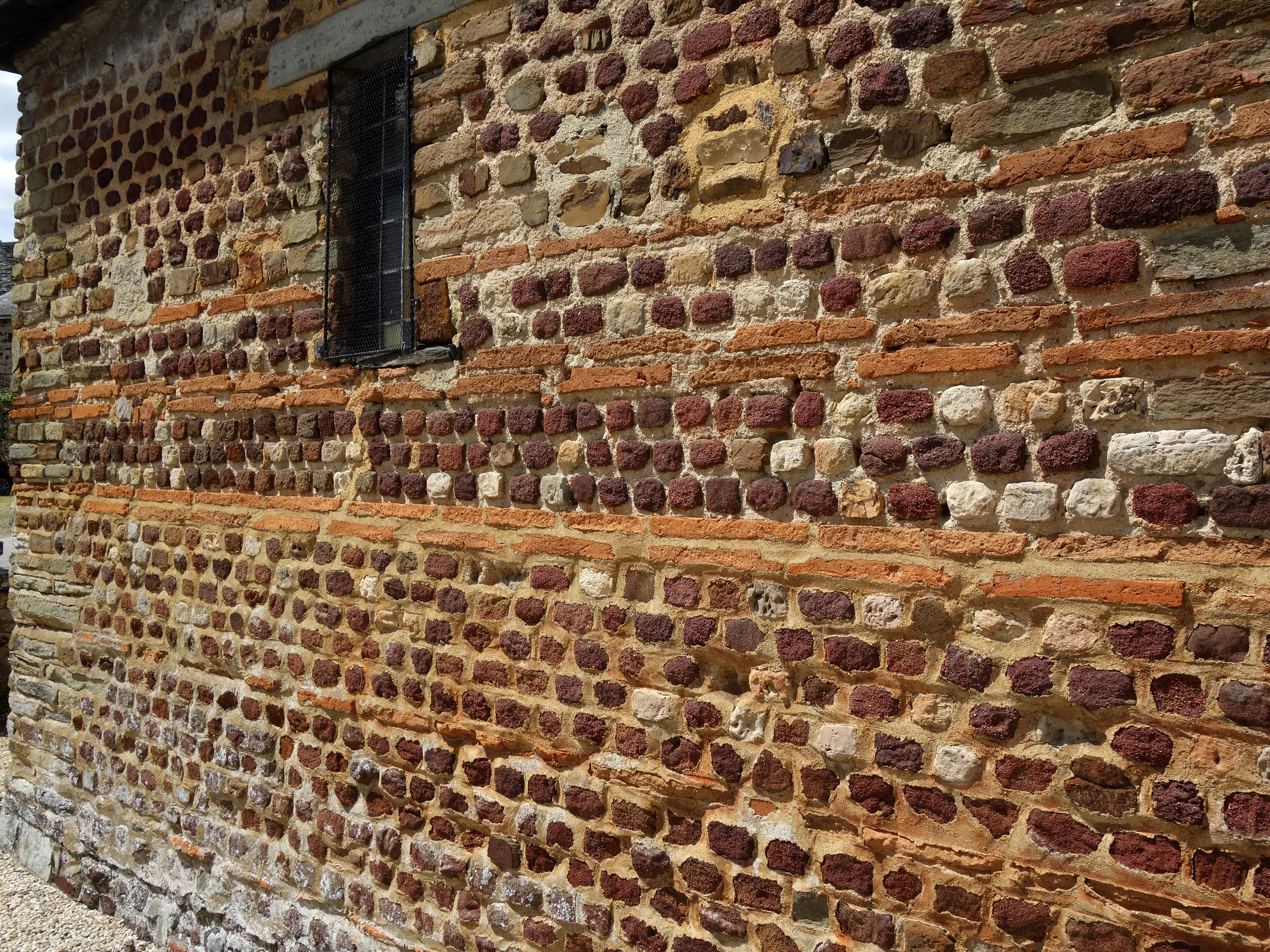
Thermes de Vénus à Langon (35), exemple d'architecture gallo-romaine en ancienne Armorique gallo-romaine (actuelle Bretagne).

## Guerre des Gaules

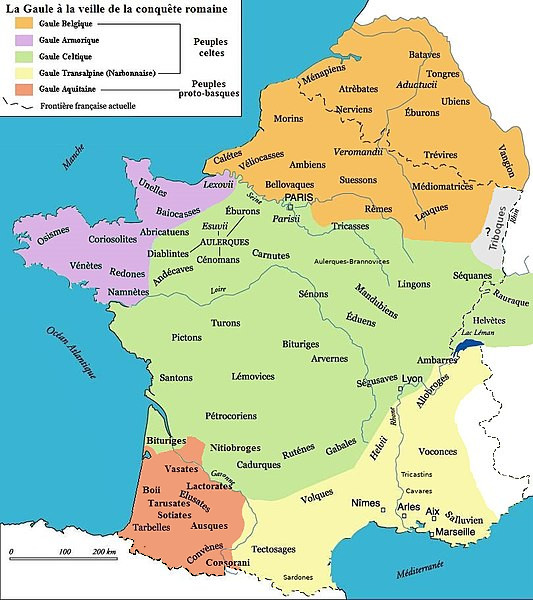
Carte des peuples gaulois.

### Origines
La guerre des Gaules commence en 58 av. J.-C., lorsque les Helvètes témoignent de leur volonté de s'installer sur le territoire des Santons, en Saintonge. Il incombe donc au gouverneur de la Gaule transalpine d'assurer leur protection lors de leur voyage. Or, il se trouve que, depuis le 1er janvier 58 av. J.-C., l'homme à ce poste n'est autre que Caius Julius Caesar. Lorsque les ambassadeurs helvètes lui demandent donc la permission de traverser le nord de la province romaine, ce dernier la leur refuse. Les Helvètes prennent acte et décident de prendre un chemin plus au nord. Cependant César les attaque et ils sont taillés en pièces.
De retour, César s'installe dans l'oppidum de Bibracte, chez les « Éduens », où il reçoit, selon ses dires, la quasi-totalité des chefs gaulois qui témoignent de leur gratitude envers celui qui les avait délivrés de « l'invasion » helvète. De plus, les chefs gaulois lui demandent de les libérer du puissant chef germain Arioviste qui menace ces communautés. Voici un extrait du discours qu'aurait prononcé le druide Diviciacos, selon les Commentaires sur la guerre des Gaules dont la fiabilité n'est pas établie :
« Si César et le peuple romain ne viennent pas à leur secours, tous les Gaulois n'ont plus qu'une chose à faire : à l'exemple des Helvètes, ils émigreront de leur pays, chercheront d'autres terres et d'autres demeures éloignées des Germains et tenteront la fortune, quel que soit le sort qui les attende. (15) Si Arioviste venait à connaître leurs révélations, nul doute qu'il ne livrât tous les otages en son pouvoir aux plus affreux supplices. (16) César, par son autorité, par ses forces, par l'éclat de sa victoire récente, et avec le nom du peuple romain, peut empêcher qu'un plus grand nombre de Germains ne passent le Rhin, pour défendre la Gaule entière d'Arioviste »
— Jules César, Commentaires sur la Guerre des Gaules, livre I, 31.
Flatté, et voyant le moyen de réaliser ses ambitions politiques, César met en déroute le chef germain de par le Rhin. Grisé par son succès, il poursuit la conquête au-delà du Rhin, traverse la Manche, conquiert la Belgique. Finalement, il est à la tête d'un territoire vaste de 500 000 km2, contrôlé par une armée qui n'a jamais dépassé les 50 000 hommes. Cependant, multipliant les maladresses dans la gestion de ce territoire, il finit par susciter le mécontentement des chefs gaulois, qui veulent se venger et retrouver leur autonomie.
La guerre des Gaules, dirigée du côté gaulois par Vercingétorix, est marquée par une défaite romaine à Gergovie mais par la victoire finale des Romains à Alésia.

## Romanisation

### La romanisation selon les historiens et archéologues duXIXesiècle
Des historiens et archéologues du XIXe siècle comme Arcisse de Caumont ou François Jouannet ont diffusé une image positive de la romanisation, comme le moment où la Gaule serait passée de la Préhistoire à l'Histoire. Pour ces auteurs, "la romanisation, c'est l'accès à la civilisation", ce qui aurait permis aux Gaulois de sortir de leur barbarie. Les historiens du XIXe siècle représentent les Gallo-Romains comme « l'union de la vigueur [gauloise] et de l'ordre [romain] ». On trouve dans un manuel d'histoire du XIXe siècle les propos suivants : « comme les Romains étaient très civilisés, ils civilisèrent les Gaulois » ; les Romains auraient fait passer les Gaulois d'une culture rurale à une culture urbaine. Les historiens modernes comme Laurent Olivier et A.-M. Thiesse analysent cette vision idéologique du passé comme l'expression d'un désir de « civiliser » le peuple français du XIXe siècle, à l'image du processus de « civilisation » qu'auraient connu les Gaulois des premiers siècles.
Napoléon III évoque la romanisation dans son Histoire de Jules César (1865-1866), un ouvrage où il entendait justifier l'exercice du pouvoir autoritaire, et montrer que "le césarisme fait le bonheur des peuples". Il la représente comme un progrès pour les Gaulois : "Aussi, tout en honorant la mémoire de Vercingétorix, il ne nous est pas permis de déplorer sa défaite. Admirons l'amour sincère de ce chef gaulois pour l'indépendance de son pays. Mais n'oublions pas que c'est au triomphe des armées romaines qu'est due notre civilisation : institutions, mœurs, langue, tout nous vient de la conquête. Aussi sommes-nous bien plus des fils des vainqueurs que ceux des vaincus". Napoléon III tient par ailleurs en Algérie en 1865 un discours dans lequel il dit aux Algériens que vaincus, ils sont promis à ressusciter, comme les Gaulois, dans un ordre nouveau, une civilisation nouvelle ; comme celle des Gaulois, leur défaite ouvre sur une victoire.

### La romanisation selon les historiens modernes
Selon Laurent Olivier, la romanisation est plutôt vue aujourd'hui comme l'écrasement d'une culture minoritaire par un Empire qui dispose de la force des armes. Il attire l'attention sur "la détresse des populations civiles" confrontées à l'armée romaine. Le siège d'Avaricum (Bourges) a donné lieu au massacre de dizaine de milliers de Gaulois ; selon Jules César lui-même, les soldats romains "n'épargnèrent ni les femmes, ni les vieillards, ni les enfants". Ils vengeaient en fait le meurtre par des Gaulois, quelques mois auparavant, à Orléans, de marchands romains. Quand le Puy d'Issolud (Uxellodunum) est assiégé, César fait couper les deux mains des Gaulois qui avaient porté les armes. "C'est une saignée dans l'histoire de la Gaule". "La romanisation n'est pas un événement heureux".
Serge Leuwillon parle d'une "exploitation brutale, violente de la Gaule par Rome".
Christian Goudineau rappelle qu'en 57 avant J.-C., Jules César obtient la reddition d'un oppidum. Mais les assiégés n'ayant pas livré toutes leurs armes, César, en guise de châtiment, selon son propre récit, vendit 53 000 Gaulois à l'encan.
Matthieu Poux, sans nier pour autant la brutalité du conflit, souligne au contraire les éléments de continuité qui unissent les deux siècles précédant et suivant la conquête romaine, notamment en matière d'urbanisme (civilisation des oppida), d'architecture (temples et théâtres de type "gallo-romain", adaptation romaine de prototypes architecturaux indigènes) et de religion.

### Étapes de la romanisation
D'un point de vue juridique et politique, l'une des étapes majeures de la romanisation de la Gaule transalpine (encore appelée Gaule chevelue ou Gallia bracata, Gaule en braie), est le célèbre discours de l'empereur Claude au Sénat, parvenu jusqu'à nous grâce à la retranscription des Tables claudiennes. Ce discours marque un tournant dans l'histoire de la Gaule romanisée ; à ce titre, il est parfois considéré comme l'acte de naissance de la civilisation gallo-romaine. C'est originellement par ce discours que fut consacrée l'intégration des élites gauloises à la citoyenneté romaine, même si le processus s'étalera sur plusieurs décennies.
L'Empire romain a d'ailleurs réussi à perdurer grâce à cette politique d'intégration des élites, qui a touché progressivement, au fil des siècles, toutes les provinces conquises du bassin méditerranéen. Dans une société censitaire comme l'était la société romaine, les élites étaient considérées non seulement d'un point de vue juridique et politique, mais aussi d'un point de vue économique et social. Car pour faire partie de l'aristocratie d'une cité, il fallait disposer d'un patrimoine non négligeable. c'était une condition indispensable pour tenir son rang dans la cité, même si la fortune ne garantissait pas toujours l'accès à un statut privilégié.
Les peuples de Gaule ont cependant été les plus intimement mêlés à l'histoire de Rome et assimilés au système politique et social des Romains, se calquant sur ce système, notamment au niveau des institutions.

### Aménagement du territoire
Avant la conquête romaine, la Gaule était peuplée d'une soixantaine de tribus, dont l'unité culturelle est elle aussi remise en cause. Le territoire s'organisait autour de ces tribus, qui possédaient toutes leur oppidum (place fortifiée, édifiée à proximité des sources de matières premières ou sur des voies commerciales). Il s'agissait alors de centres commerciaux, structurés par des places publiques, des marchés et des foires. Les plus grandes étaient aussi des centres politiques et administratifs.
La romanisation de la Gaule entraîne une modification de l’aménagement du territoire. Tout d'abord, les villes gauloises sont modifiées selon les codes d'architecture romains. La ville se découpe suivant le plan urbain orthogonal, le cardo et le decumanus, avec le forum au centre. Les cirques, théâtres se multiplient dans les villes. En vingt ans, une soixantaine de villes sont construites sur le modèle romain.
Les campagnes et le monde rural s'organisent aussi autour de villae où le travail comme la vie agricole se hiérarchise. Véritables domaines ruraux, ces structures regroupent les habitations des propriétaires, celles de la main d’œuvre, ainsi que des bâtiments d'exploitation et les fabriques artisanales.
En ce qui concerne les voies de circulation, les Romains ne font que réaménager des voies gauloises existantes. Les 90 000 km de voies relient les villes aux villae, permettant un commerce très important, mais aussi une grande rapidité dans le déplacement des personnes et bien sûr des troupes.
Quelques départements d'aujourd'hui correspondent assez exactement au territoire d'une ancienne nation gauloise. Les Romains, en effet, ont respecté les cadres de l'organisation politique gauloise en formant la circonscription administrative des civitates.

### Échanges culturels
Aujourd'hui, le concept d'acculturation de la Gaule par les Romains est remis en cause. Il s'agirait plus vraisemblablement d'une assimilation culturelle entre les deux civilisations. Les Gaulois ont adopté l'architecture des villes romaines (Cardo, Decumanus), leur organisation de l'espace, etc. Mais les Romains ont aussi mis à profit les connaissances et les inventions gauloises pour le développement de l'agriculture et de leur artisanat. Il reste néanmoins des points sur lesquels les échanges culturels et techniques n'ont pas eu lieu. Malgré l'invention et la forte présence des tonneliers gaulois, les Romains ont continué à utiliser leurs amphores pour le transport et le commerce des liquides.

## Syncrétisme religieux
Dans le livre VI des Commentaires sur la guerre des Gaules, Jules César cite les dieux gaulois, mais faute de pouvoir donner leurs noms celtiques, il les affuble de théonymes romains équivalents et en fait une description approximative et déformée par l’interpretatio romana :

« Le dieu qu'ils honorent le plus est Mercure. Il a un grand nombre de statues ; ils le regardent comme l'inventeur de tous les arts, comme le guide des voyageurs, et comme présidant à toutes sortes de gains et de commerce. Après lui ils adorent Apollon, Mars, Jupiter et Minerve. Ils ont de ces divinités à peu près la même idée que les autres nations. Apollon guérit les maladies, Minerve enseigne les éléments de l'industrie et des arts ; Jupiter tient l'empire du ciel, Mars celui de la guerre ; c'est à lui, quand ils ont résolu de combattre, qu'ils font vœu d'ordinaire de consacrer les dépouilles de l'ennemi. Ils lui sacrifient ce qui leur reste du bétail qu'ils ont pris, le surplus du butin est placé dans un dépôt public ; et on peut voir, en beaucoup de villes de ces monceaux de dépouilles, entassées en des lieux consacrés. Il n'arrive guère, qu'au mépris de la religion, un Gaulois ose s'approprier clandestinement ce qu'il a pris à la guerre, ou ravir quelque chose de ces dépôts. Le plus cruel supplice et la torture sont réservés pour ce larcin. »
— Jules César, Commentaires sur la Guerre des Gaules, livre VI, 17
. »